# Josef Matějka (malíř)
Josef Matějka, křtěný Josef (18. února 1881 Chlum u Blovic – 12. května 1953 Blovice) byl český akademický malíř a pedagog.

## Život
Narodil se v obci Chlum u Blovic do rodiny zemědělce Martina Matějky. V letech 1897–1900 studoval v Praze na Uměleckoprůmyslové škole. Během studia se školil u profesorů Felixe Jeneweina, K. V. Maška, Stanislava Suchardy a Ludvíka Wurzela. Následně pokračoval v letech 1900–1904 ve studiu na pražské Malířské akademii u profesora Maxmiliána Pirnera. Po absolvování malířské akademie složil profesorskou zkoušku a od roku 1906 se věnoval v Plzni pedagogické profesi. V roce 1914 se v Praze oženil, coby suplující profesor c.k. českého gymnázia v Plzni s Marií Motlíkovou. Postupně působil jako učitel a později profesor kreslení na státní průmyslové škole, v nedělních pokračovacích školách, na gymnáziu i na I. a II. české státní reálce. Stál u počátku volného uměleckého spolku Mha. Kolem roku 1934 ukončil svojí pedagogickou činnost a od roku 1940 žil a tvořil v Blovicích.
Josef Matějka vytvořil nespočet olejových obrazů, akvarelů, perokreseb, dřevorytů a rytin. Ilustroval rovněž řadu knih a časopisů. Na počátku 50. let min. stol. vytvořil mimo jiné i řadu akvarelů z Blovicka a cyklus obrazů ze života zemědělců.
Zemřel roku 1953 v Blovicích a byl pohřben na blovickém hřbitově.

## Galerie

Kráska a zvíře (akvarel na kartonu)
Žena (akvarel) 1930
Mužský akt (akvarel)
Zimní nálada (olej na plátně)
Sklizeň (olej na lepence)
Milenci v loďce (akvarel na kartonu)